# Michigan City
|  | Aquest article tracta sobre la població d'Indiana. Vegeu-ne altres significats a «Michigan City (Dakota del Nord)». |

Michigan City és una població dels Estats Units a l'estat d'Indiana. Segons el cens del 2000 tenia 32.900 habitants.

## Demografia
Segons el cens del 2000, Michigan City tenia 32.900 habitants, 12.550 habitatges, i 7.906 famílies. La densitat de població era de 648,1 habitants/km².
Dels 12.550 habitatges en un 30,6% hi vivien nens de menys de 18 anys, en un 40% hi vivien parelles casades, en un 18,1% dones solteres, i en un 37% no eren unitats familiars. En el 30,9% dels habitatges hi vivien persones soles l'11,6% de les quals corresponia a persones de 65 anys o més que vivien soles. El nombre mitjà de persones vivint en cada habitatge era de 2,41 i el nombre mitjà de persones que vivien en cada família era de 3,02.
Per edats la població es repartia de la següent manera: un 25% tenia menys de 18 anys, un 9,6% entre 18 i 24, un 30,8% entre 25 i 44, un 20,6% de 45 a 60 i un 14,1% 65 anys o més.
L'edat mediana era de 35 anys. Per cada 100 dones de 18 o més anys hi havia 100,9 homes.
La renda mediana per habitatge era de 33.732$ i la renda mediana per família de 39.520$. Els homes tenien una renda mediana de 32.194$ mentre que les dones 23.125$. La renda per capita de la població era de 16.995$. Entorn del 10,4% de les famílies i el 13,3% de la població estaven per davall del llindar de pobresa.

## Poblacions més properes
El següent diagrama mostra les poblacions més properes.